# Георге, Генрих
Генрих Георге (нем. Heinrich George, 9 октября 1893, Штеттин — 25 сентября 1946, Заксенхаузен) — немецкий актёр театра и кино, театральный режиссёр.

## Биография
Георг Август Фридрих Германн Шульц, с 1932 года также с гражданским именем Генрих Георге, родился 9 октября 1893 года в Штеттине в семье бывшего палубного офицера. Посещал высшее реальное училище в Берлине, обучался актёрскому мастерству в Штеттине. С 1912 года актёр в Кольберге, Бромберге и Нойштрелице. В 1914 году ушёл добровольцем на фронт, зимой 1915 года получил тяжелое ранение, в 1917 году был уволен из армии. Затем — театр в Дрездене (1917—1918) и Франкфурте-на-Майне (1918—1921). В 1920 году — первые гастроли в Берлине, куда он окончательно переехал в 1922 году. Дебют в кино состоялся в 1921 году, когда он, нарушив условия договора, получил запрет на выступление в театре. В 1923 году вместе с Александром Гранахом и Элизабет Бергнер создал Театр актёра, попытку сделать известных актёров независимыми от коммерческого давления. В 1925—1928 годах — актёр берлинского театра «Фольксбюне», который в течение нескольких лет возглавлял Эрвин Пискатор. Помимо работы в Берлине, регулярно выступал на театральном фестивале в Гейдельберге (1926—1938). С 1927 года ставил спектакли.
В кино Веймарской республики стал известен благодаря персонажам, которые пытались скрыть ранимый характер за жестоким поведением. В 1931 году исполнил роль Франца Биберкопфа в фильме «Берлин-Александерплац» Пиля Ютци по одноименному роману Альфреда Деблина.
Успех его первых звуковых фильмов привёл Георге в январе 1931 года в Голливуд, где он принял участие в съёмках двух немецкоязычных фильмов Метро-Голдвин-Майер. По возвращении в Германию он женился на актрисе Берте Древс, от этого брака родились двое сыновей — Ян Георге и Гёц Георге, известный немецкий актёр. В 1937 году Георге получил назначение на пост интенданта театра им. Шиллера в Берлине, на который он заступил в конце 1938 года после реконструкции здания театра.
В 1933 году Георге, который в Веймарской республике считался симпатизантом левых, стали обхаживать представители новой власти. В фильме «Юный гитлеровец Квекс» (1933) он сыграл коммуниста, ставшего национал-социалистом. Георге участвовал и в других важных пропагандистских фильмах, таких как «Еврей Зюсс» (1940) и «Кольберг» (1945) Файта Харлана.
В 1940 году он сыграл заглавную роль в фильме «Почтмейстер» Густава Учицки, снятого по мотивам повести А. С. Пушкина «Станционный смотритель». После нападения Германии на Советский Союз 22 июня 1941 года фильм был снят с экрана.
22 июня 1945 года Георге по доносу арестовали органы НКВД и заключили сначала в тюрьму Хоэншёнхаузен, а затем в специальный лагерь Заксенхаузен под Берлином, где он умер 25 сентября 1946 года от последствий операции по удалению аппендикса. В качестве причины смерти в акт были записаны бронхопневмония и атрофия сердца.
В 1994 году на основе свидетельских показаний одного из бывших заключенных лагеря в лесном массиве около Заксенхаузена удалось найти и идентифицировать останки Георге. Теперь его могила находится на Целендорфском кладбище в Берлине.
14 мая 1998 года генеральная прокуратура Российской Федерации реабилитировала Генриха Георге.

## Творчество

### Театральные работы
- 1929 — «Карл и Анна» Л. Франка. Постановка Эриха Энгеля — Рихард (Государственный театр («Шаушпильхауз»), Берлин)

### Избранная фильмография
Всего Генрих Георге снялся в 80 фильмах
- 1921 — Кин / Kean — Эдмунд Кин
- 1921 — Леди Гамильтон / Lady Hamilton — капитан Джон Виллет Пейн
- 1922 — Лола Монтес / Lola Montez, die Tänzerin des Königs — Дон Мигель
- 1922 — Король Фридрих. Часть 1 / Fridericus Rex — 1. Teil: Sturm und Drang — граф Нейпер
- 1923 — Король Фридрих. Часть 4 / Fridericus Rex — 4. Teil: Schicksalswende — принц Карл фон Лотринген
- 1927 — Восточный экспресс / Orientexpress — Петер Карг
- 1927 — Метрополис / Metropolis — старший бригадир, хранитель Машины-сердца Грот
- 1928 — Последний ужин / Das letzte Souper — Строганов
- 1930 — Дрейфус / Dreyfus — Эмиль Золя
- 1931 — Берлин-Александерплац / Berlin-Alexanderplatz — Франц Биберкопф
- 1933 — Юный гитлеровец Квекс — Hitlerjunge Quex: Ein Film vom Opfergeist der deutschen Jugend — отец Хайни Фёлькера
- 1935 — Ночь превращения / Nacht der Verwandlung — Борис Петкофф
- 1935 — Жанна-Дева / Das Mädchen Johanna — герцог Бургундский
- 1936 — Стенька Разин / Stjenka Rasin — князь Долгорукий
- 1940 — Фридрих Шиллер — Триумф гения / Friedrich Schiller — Der Triumph eines Genies — Карл Евгений, герцог Вюртемберга
- 1940 — Еврей Зюсс / Jud Süß — Карл Александр, герцог Вюртемберга
- 1940 — Почтмейстер / Der Postmeister — почтмейстер
- 1942 — Судьба / Schicksal — Степан Ракитин
- 1942 — Андреас Шлютер / Andreas Schlüter — Андреас Шлютер
- 1944 — Дегенхардты / Die Degenhardts — герр Дегенхардт
- 1945 — Доктор Дёдерляйн / Dr. phil. Doederlein — Франц Дёдерляйн
- 1945 — Кольберг / Kolberg — бургомистр Йоахим Неттельбек

## Образ в кино
- «Еврей Зюсс» (Германия, 2010), режиссёр Оскар Рёлер, в роли Георге — Армин Роде